# Avraam
Avraam (ebraică אַבְרָהָם, transliterat: Avraham, sau Abraham (transcripția latină), în arabă: إبراهيم Ibrahim); pe nume de familie sau prenume masculin, numele inițial în ebraică: Avram ori Abram), personaj biblic, este primul din cei trei patriarhi din Biblia ebraică sau din Vechiul Testament al creștinismului (după cronologii prezumtive - circa 2150 - 2000 î.Hr.) Etimologia populară biblică a onomasticului Avram, nume semitic timpuriu, dă semnificația "tatăl este înălțat" (Abram). Pentru Avraam tradiția biblică propune explicația „Av hamon goim” = „Tatăl multor neamuri”.   Era fiul lui Terah din Ur-ul Caldeei, descendent al lui Sem; istoria lui plină de detalii este narată în cartea biblică a Facerii sau Genezei cap. 11,26-25,11. I se mai spune Avraham Haivrí, adică „Avraham ebreul” sau „evreul”, unde cuvântul „ebreu” sau „evreu” ar putea fi legat de verbul ebraic „avar” - „a trece”, sau de expresie „ever”=  „dincolo”, aluzie la venirea sa de dincolo de râu. 
Sub numele Ibrahim, Avraam a devenit după secolul al VII-lea și unul dintre profeții cinstiți în Coran, cartea sacră a islamului, care a preluat tradiții anterioare iudaice și creștine. O versiune a istoriei lui Avraam (Ibrahim) ocupă un loc însemnat în Coran. 
Istoria lui Avraam a fost redată în diferite feluri, între acestea sunt trei mari paradigme: modul biografic (în sensul modern); citirea în baza celor 4 tradiții ale formării Pentateuhului; o citire globală, dar din perspectiva credinței. Figura lui Abraam ca „primul monoteist” este însemnată în toate cele trei tradiții religioase monoteiste, apărute în Orientul Apropiat: iudaism, creștinism și islam. De aceea acestea se mai numesc religii avraamice. 
Avraam a fost tatăl lui Isac (Isaac, Itzhak), fiul Sarei, și Ismael, fiul Agarei, (Ishmael, în arabă Ismail). După tradiția biblică, el a fost strămoșul madianiților (prin Madian, fiul sau și Keturei), prin Isac (fiul sau și al Sarei)- al triburilor lui Israel (evreii), al edomiților și amaleciților. După tradiția coranică, prin Adnan, urmașul lui Ismail, Ibrahim este strămoșul arabilor din nord și centru. 

## Etimologie
După schimbarea numelui lui Avram în Avraam, noul nume este interpretat de tradiția biblică ca însemnând 'tată al mulțimii de neamuri' (ebraică אַב־הֲמֹ֥ון גֹּויִ֖ם Av-hamon goyim), in timp ce numele precedent, mai scurt. Avram  se divide în av 'tată', și ram 'înalt, excelent', probabil și cu înțelesul „înălțat”. Legătura pe care o face textul biblic între raham și hamon nu este de la sine înțeleasă.
O altă transliterație a numelui, vine în limba română, pe filieră latină, Abraham (sau Abram, înainte de schimbarea numelui).

## Viața

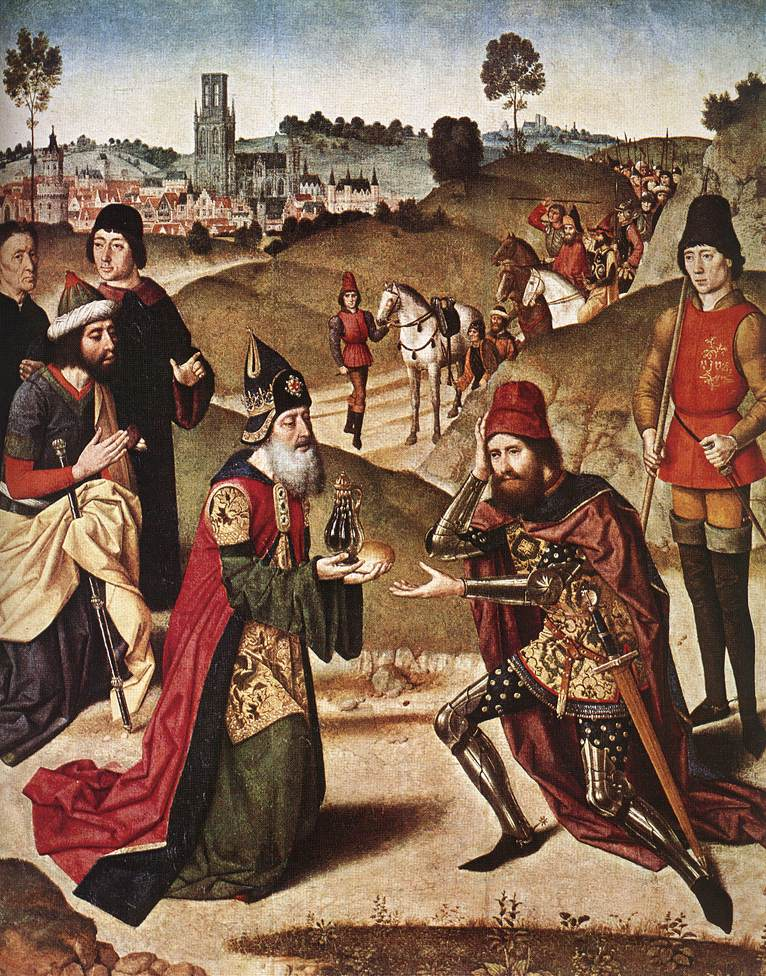
Avraam și Melchisedec (pictură de Dieric Bouts)

Până la jumătatea sec. al XIX-lea se pleca de la sincronizarea datelor biografice ale lui Avraam cu cele ale lui Hammurabi, rege în Babilon despre care se credea că a domnit prin 2000 î.e.c.,și care era identificat cu ’Amrafel, rege în Șin’ar, împotriva căruia a luptat Abraham (cf. Gn 14,9). Domnia lui Hammurabi fiind între 1728-1686 î.e.c., localizarea cronologică ipotetică s-a mutat pentru unii autori cu câteva sute de ani mai târziu. De remarcat că și identificarea lui Hamurabi cu Amrafel este ea însăși ipotetică sau arbitrară.   
Conform datelor Bibliei, Avraam s-ar fi născut cu 1200 de ani înainte de construcția Templului din Ierusalim (fixată la 968 î.e.c.); așadar, nașterea lui s-ar plasa pe la 2168 î.e.c. (cf. Gn 21,5; 25,26; 47,9; Ex 12,40; 1Reg 6,1).
Familia lui Avraam – originară din Ur – era idolatră (cf. Iosua 24,2; Iudita 5,7-9; Gn 31,19-35), unii descendenți ai lui Terah au / poartă în numele lor urme ale zeului selenar Šin, cult care-și avea sediul central în cetatea Ur.
Terah, care aparținea triburilor semite seminomade staționate în sudul Mesopotamiei, pe timpul tulburărilor care au urmat căderii celei de-a 3-a dinastii a Ur-ului (în 1940 î.e.c.) s-a transferat în nord, la Haran, loc de tranzit către apus și nord, inclusiv spre Canaan; ca și Ur și Haran era devotat zeului Šin.
În mijlocul politeismului, Avraam a devenit și s-a păstrat – nu fără ajutor divin – fidel unui zeu unic, YHWH, care i s-a revelat. Religiile iudaică, creștină și islamică văd de aceea în el primul monoteist.

#### Istoricitatea lui Avraam
A trăit în al III-lea sau în al II-lea mileniu î.Hr., aceste estimări variază cu o mie de ani, luând în considerare doar arheologii importanți care credeau că el a existat. W.F. Albright: secolele XXII-XX î.Hr. Benjamin Mazar: secolul al XI-lea î.Hr.
Ambientul relatării biblice asupra lui Abraham nu își găsește nici corespondență, nici confirmare în celelalte informații extrabiblice (istorice și arheologice) privitoare la Orientul Mijlociu din acea perioadă.
Opinia majoritară a cercetătorilor critici ai Bibliei acceptă faptul că de la Geneză până la Iosua (eventual și în Judecători) ea este lipsită în mod substanțial de istorie de încredere și că grosul literaturii Bibliei ebraice a fost compusă sau și-a dobândit forma canonică în perioada persană.— Philip Davies, Minimalism, "Ancient Israel," and Anti-Semitism
În această privință Lester L. Grabbe afirma în 2007 că pe vremea când studia pentru doctorat (cu mai bine de trei decenii în urma acelui an), „istoricitatea substanțială” a povestirilor Bibliei despre patriarhi și despre cucerirea Canaanului era acceptată pe larg, dar în zilele noastre cu greu se mai poate găsi un istoric care să mai creadă în ea.
Arheologii și istoricii Bibliei au pierdut orice speranță de a dovedi că patriarhii Genezei ar fi fost persoane istorice reale.
Israel Finkelstein a declarat că el nu neagă istoricitatea lui Avraam și a lui Moise, dar cei doi sunt irecuperabil pierduți pentru istoriografie.

#### Chemarea și peregrinările

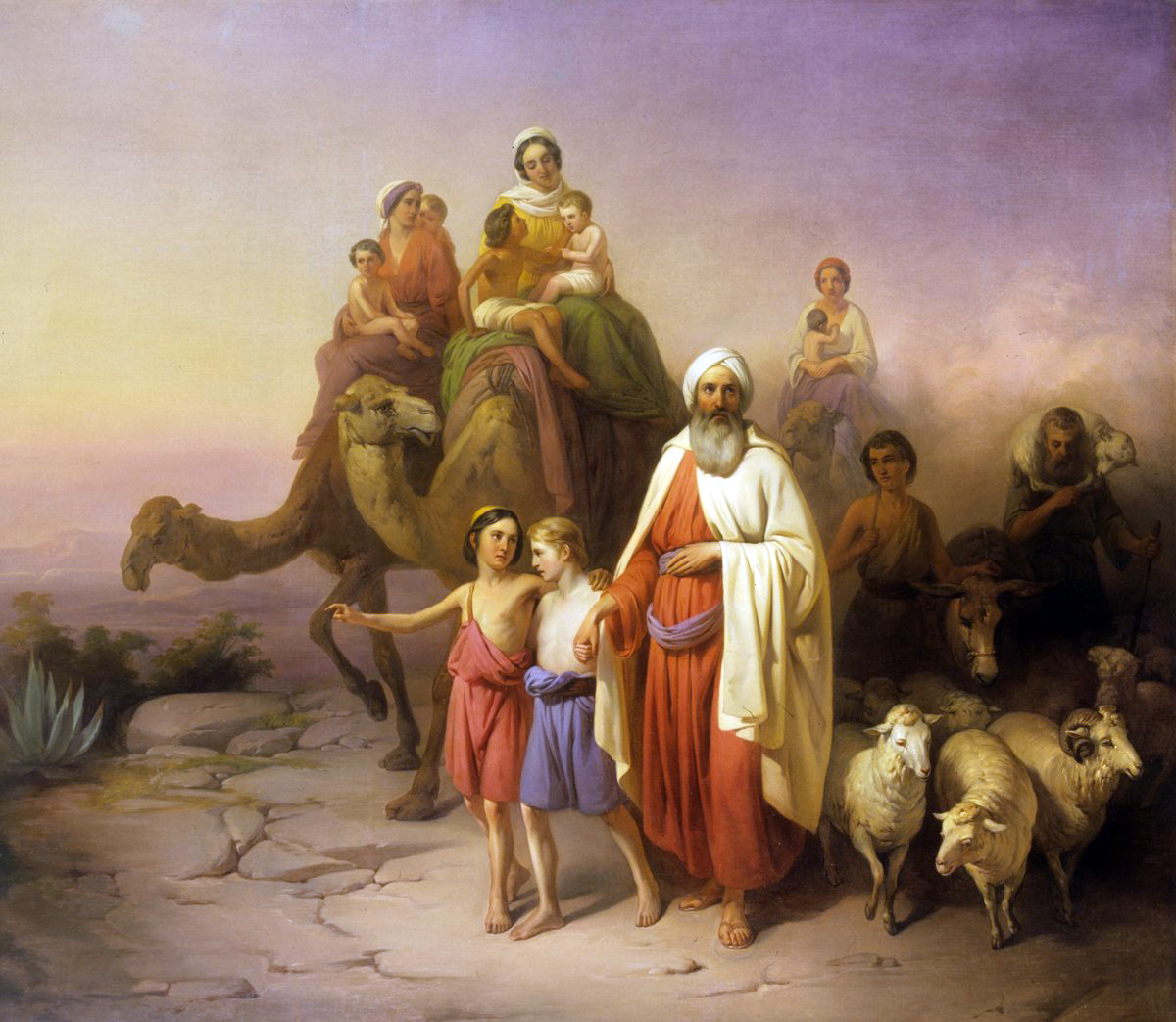
Călătoria lui Avraam din Ur în Canaan (pictură de József Molnár, 1850)

După moartea tatălui său, Terah, Domnul i-a adresat lui Avraam chemarea definitivă (după ce îl pregătise deja prin diferite alte inspirații și manifestări revelatorii; cf. Fap 7,2) să abandoneze țară și neam și să meargă spre un pământ făgăduit.
Cu acea ocazie, Dumnezeu l-a binecuvântat pentru prima oară oferindu-i favoarea și asistența sa și promițându-i o descendență numeroasă. În plus Avraam va fi izvor de binecuvântare pentru toate neamurile (cf. Gn 12,3; deoarece între descendenții săi va fi Mesia).
La 75 de ani Avraam cu soția sa, Sarai-Sara, și cu nepotul său Lot (fiul lui Haran, fratele lui Avraam, mort deja) au abandonat Haranul și s-au îndreptat cu toate ale lor (turme și vreo 100 de slujitori, cf. Gn 14,14) spre sud-vest: Canaan, pe care l-a străbătut de la nord la sud în diferite direcții. Astfel, Avraam și ai săi pot fi întâlniți la Sichem (Shkhem), la stejarul lui Mambre (Mamre), în centrul țării, în defileul dintre munții Hebel și Garizim apoi, în sud, la Betel (Beit El) și – în sfârșit – în Negheb (Neghev)(partea extrem meridională).
La Stejarul lui Mambre îi apare Domnul, care îi promite în stăpânire tot acel teritoriu, drept care Avraam a înălțat acolo și mai apoi la Betel câte un altar (cf. Gn 12,5-9).
Cu ocazia unei secete a fost nevoit "să coboare" în Egipt, pământ pe care Nilul îl salva de la secetă și, ca să evite neplăcerea / pericolul ca regele – înlăturând soțul – să o ia pe Sara pentru haremul său, Abraam a sfătuit-o să se prezinte drept sora lui. Dumnezeu a vegheat asupra lui Avraam și a soției sale, Sara, ferind-o, astfel, de un ultraj și a întors totul spre binele lui Avraam.
Întors în Canaan, ca să evite neînțelegerile și certurile cu nepotul său Lot (datorită turmelor numeroase și, legat de acestea, nevoia de loc pentru pășunat) Avraam i-a propus o despărțire pașnică, lăsându-l pe nepot să aleagă: a ales teritoriul numit mai apoi în traducere greacă „Pentapolis” (cele Cinci Cetăți: Sodoma, Gomora, Țoar, Adma și Țeboim). Încă odată cu acea ocazie, Dumnezeu a reînnoit promisiunile sale (cf. Gn 13,14-17).
După ce s-a despărțit de Lot, Avraam a ridicat corturile sale la Stejarul lui Mamre, lângă Hebron, unde a ridicat un altar Domnului, sfințind locul care era dedicat înainte cultului unei zeități cananeene.
O expediție militară i-a permis lui Avraam să folosească forța sa. Biblia povestește că după 12 ani de bir plătit regelui Elamului, care stăpânea în vremea aceea în Mesopotamia și-și exercita stăpânirea în mai tot Orientul Mijlociu, cei cinci regi ai Pentapolisului din Canaan au încercat să scuture jugul, împotriva lor însă s-au unit 4 regi orientali: ’Amrafel, regele din Senar (Šin); Arioh, regele din Elasar; Kedarlaomer, regele din Elam și Todal, regele din Goim. Printre prizonierii luați se afla și Lot, pe care Avraam – după ce a urmărit îndelung trupele oștile biruitoare –l-a eliberat printr-un atac nocturn, fulger.
Încercările de a identifica pe Avraam și familia sa, ca și pe regii aminitiți în narațiunea despre ei, cu personaje regale sau militare cunoscute din sursele scrise nebiblice ale Orientului Antic, până în prezent n-au dat roade. 
Biblia ebraică, cu limitele ei, continuă să fie singura sursă fundamentală scrisă antică a informațiilor despre Avraam și patriarhii evrei. 
La reîntoarcerea din expediție, Avraam a fost întâmpinat de Melchisedec (în ebraică: Melkitzedek), rege în Salem și preot „al Dumnezeului celui Preaînalt”, care a oferit „pâine și vin” atât soldaților obosiți cât și (mai ales) jertfă Domnului, binecuvântându-l pe Avraam care, la rândul său, i-a oferit preotului a zecea parte din prada de război (cf. Gn 14, 17-24).
Într-o nouă teofanie, Avraam a cerut lui Dumnezeu ca promisiunea pe care i-a făcut-o să se concretizeze într-un moștenitor, reconfirmând credința sa necondiționată, lucru pe care „Dumnezeu i l-a socotit dreptate” și, drept răspuns, a dăruit valoare cuvântului său divin încheind cu Abraam un legământ solemn (poate conform cu practica juridică babiloniană sau alte practici juridice semitice din vechime): Dumnezeu în simbolul unei flăcări arzânde a trecut printre animalele sacrificate și tăiate în două (cf. Gn 15).(legământ numit în ebraică „Brit bein habetarim”)
Sara, până atunci iremediabil stearpă, pentru a avea totuși un fiu, s-ar fi prelevat de dreptul pe care i-l conferea, de exemplu, legea babiloniană (cf. Codex Hammurabi, 144-147) și i-a oferit lui Avraam pe sclava sa Hagar, ca ea să-i dea un moștenitor, care ar fi fost considerat fiul stăpânei.

#### Alianța cu Abraam
La 86 de ani lui Abraam i s-a născut în felul acesta primul copil, Ismael (în ebraică - Ishmael) (cf. Gn 16). Când a avut 99 de ani, într-o apariție, deosebit de importantă în această istorie, Dumnezeu i-a precizat lui Avraam termenii alianței încheiată între ei. Domnul a reînnoit atunci promisiunea unei descendențe foarte-foarte numeroase (cf. Gn 17,2.4-6) și un pământ (o Țară, v.8), în timp ce Avraam trebuia să se angajeze să-l adore pe YHWH ca pe singurul Dumnezeu adevărat (v.7), să se mențină fidel normei sfințeniei stabilită de Domnul (v.1) și să aibă încredere în statornicia promisiunii (vv. 1. 17-19). Este vorba de o adeziune conștientă lui Dumnezeu, spre care se orientează întreaga viață și în ale cărei mâini, Avraam abandonează viitorul său. Semnul vizibil al alianței este circumciziunea indivizilor de parte bărbătească (vv. 11-14), semn cu care descendenții lui Abraam devin moștenitori ai promisiunilor făcute patriarhului (v. 12). În sfârșit, Domnul îi prevestește iminenta naștere a unui fiu din Sarai, care va fi moștenitorul direct al promisiunilor divine. Bine înțeles că și Ismael avea partea sa de binecuvântare (vv. 15-22). Atunci Avraam s-a circumcis; a circumcis și pe Ismael (care pe atunci avea vreo 13 ani) precum și pe toți bărbații din casa lui, inclusiv 100 de persoane care erau de proveniență străini (vv. 25-27).
Noua orientare a vieții lui Abraam a fost exprimată – voit de Dumnezeu – prin schimbarea numelui patriarhului și a soției sale. Din Avram (nume pe care unii l-au atestat documentar în Mesopotamia ca fiind echivalent cu forme în genul A-ba-am-ra-ma, A-ba-ra-ma, A-ba-am-ram; cu semnificația: „este din tată mare”, adică, ‚născut nobil’), se va numi Avraham (Avraam) (cf. Gn 17,5), nume pe care Biblia îl interpretează ca „Tatăl unei mari mulțimi de popoare” (probabil prin asonanță –ham, corespunzător ebraicului hamōn: „mulțime”), Sarai (nume asemănător cu numele asirian Sa-ra-ai) se va numi Sará (Sarah)  „principesă” (probabil corespunzător babilonianului Sarratu – „regină”).
Mai târziu, la Stejarul lui Mamre, într-o misterioasă apariție a trei „oameni”, pe care Abraham îi găzduiește, Dumnezeu îi confirmă promisiunea nașterii de către Sara a moștenitorului, chiar în pofida neîncrederii Sarei. De notat ca pentru creștinii ortodocși acei trei „oameni” sunt identificați cu Sfânta Treime , iar arătarea de la stejarul Mabre este privită ca prima revelație a lui Dumnezeu ca ființă treimică. Alte culte creștine văd în doi dintre „oameni” îngeri, însă textul nu spune așa, ci spune ca "Dumnezeu i s-a arătat lui Avraam la stejarul Mamre. Și ridicând Avraam ochii săi au fost trei oameni(în unele traduceri - trei bărbați sau chiar trei bărbați tineri -luând în considerare vârsta majoratului la iudei s-ar putea presupune că aveau în jur de 25-30 de ani)".
Cu acea ocazie, Dumnezeu îi face confidență prietenului său Abraham, decizia de a distruge Cele cinci orașe din vale - "Orașele Văii" în original, din care cele mai faimoase rămân în istorie Sodoma și Gomora (Sdom ve'Amorá) din cauza nelegiuirii lor. Mijlocirea generoasă a lui Abraham n-a fost suficientă să înlăture pedeapsa de care au scăpat numai Lot și fiicele sale (cf. Gn 19,29). Cu toate acestea la cererea nepotului sau Lot unul din orașe , Țoar (sau Zoar) a fost  cruțat, cel puțin temporar.
De la Mamre, Avraam s-a mutat în Neghev, stabilindu-se la Gherar (pământ filistean), unde încă odată a reușit să o salveze pe Sara de poftele regelui Abimelec, cu care Abraham a legat prietenie (cf. Gn 20,1-18).
Și când număra deja 100 de ani, Abraham a avut, în sfârșit, moștenitorul dorit și așteptat: pe Isac sau Isaac (în ebraică Itzhak) (cf. Gn 21, 1-7).
Circumcis conform alianței în a opta zi a vieții, lui Isac i s-a făcut o somptuoasă sărbătoare cu ocazia înțărcării (v.8). Mai târziu, prezența Hagarei a aprins gelozia Sarei, care a cerut expulzarea ei ;i a fiului ei, Ismael din casa tatălui său, Abraham. Abraham n-a pus acest plan în practică decât la cererea lui Dumnezeu, care l-a asigurat că numai Isac va moșteni promisiunea mesianică (cf. Gn 21, 1-21; 25,12-16). În țara filistenilor  (Peleshet) Avraam a fost respectat și temut, și a avut ocazia de a-și asigura, printr-o tranzacție juridică, dreptul de proprietate asupra fântânii din Bersabea (în ebraică Beer Sheva - „Făntâna jurământului”) (la 40 km în linie dreaptă de la Gherar), importantă pentru prosperitatea turmelor sale.

#### Sacrificiul lui Isac (Akedát Itzhak)
Dumnezeu a pus la grea încercare credința lui Abraham: i-a poruncit să meargă pe un munte în „pământul Moria” ca să-l jertfească pe Isac.
În dialogul pe care l-a avut cu fiul său, la întrebările lui inocente, cu inima sfâșiată, Abraham a dat răspunsuri profetice, precum: „Dumnezeu va avea grijă de mielul jertfei sale” (Gn 22,8). Cu această cerere de a jertfi unicul său fiu, Dumnezeu îi cerea lui Abraham un act de credință. Împiedicând jertfirea fiului prin intervenția unui înger, textul revelației condamna practica sacrificiilor omenești atât de răspândită printre cananeenii, printre care trăia Avraam. 
Narațiune bogată în detalii este și aceea care reproduce încercările  slujitorului  lui Avraam de a alege o soție pentru Isac. Predestinată însă era o rudă: Rebeca, nepoata lui Nahor, fratele lui Abraham, deoarece patriarhul – pentru motive etnice și mai ales religioase – nu voia o soție străină pentru fiul său (cf. Gn cap.24).
Sara a murit la vârsta de 127 de ani, la Hebron. Ca să o înmormânteze, Abraham a cumpărat de la hitiți peștera Macpela (Makhpela). Acest târg este narat cu destul de multe amănunte pentru a atrage atenția și a suscita întrebări cu privire la intenția naratorului. Și, pe bună dreptate, deoarece această peșteră – mormânt, în definitiv – a fost, după Biblie, primul și singurul teren stabil posedat până atunci de strămoșii evreilor - ivrim -  în Canaan (cf. Gn 23,1-20).
După moartea Sarei, Avraam și-a luat o altă soție (numită Ketura, cf. Gn 25, 1-6) din care s-au născut strămoșii diferitor triburi stabilite în stepele din sud și sud-estul Palestinei (printre aceștia se va număra și Edom, condamnat de profetul Agheu (Hagay) pentru ostilitatea sa față de Israel). Conform dreptului în vigoare pe acea vreme, Avraam a prevăzut să-i asigure lui Isac toată moștenirea sa, și de aceea i-a înlăturat pe toți ceilalți fii ai săi.
La 175 de ani, Abraham „a murit bătrân și sătul de zile” și a fost înmormântat de Isac și de Ismael în peștera de la Macpela, alături de Sara, soția sa (cf. Gn 25,7-11).
Amintirea lui a rămas și a fost vie în toate veacurile următoare în mijlocul „poporului ales”, care de la el a moștenit și unul din numele sale (ivrí, ivrim - cel, cei de dincolo, de unde numele „evrei”) și – mai ales – promisiunea mesianică.

## Figura lui Abraham
Figura lui Abraham este prezentă în cele trei culte monoteiste: iudaism, creștinism și islamism.
Aceste trei culte, deopotrivă celebrează eminenta sfințenie a lui Abraham, care este considerată sub trei aspecte: Iudaismul vede în Abraham prietenul intim al lui YHWH, cu care Domnul încheie alianță; creștinismul vede în el atât modelul ce credință autentică cât și pilda de caritate prin excelență; islamismul vede în figura lui Ibrahim (Abraham) „campionul monoteismului”, și  Al Halil  - prietenul lui Dumnezeu (Allah). 

#### În iudaism (și în literatura apocrifă și filosofică a evreilor antici)
Tradiția iudaică reia datele VT: Abraham este primul și modelul patriarhilor, slujitorul lui YHWH, prietenul său, adevăratul părinte al lui Israel (ecoul acestei mărturisirii se regăsește și în Evanghelii: „Pe Abraham îl avem de tată!” (cf. ......), meritelor lui se datorează darurile oferite de YHWH. 
Acestor elemente, Iudaismul adaugă și alte elemente, inspirate de ideiile religioase ale timpului, care de la sublinierea alegerii lui Abraham merg până la a afirma cu emfază că „lumea a fost creată pentru Abraham” (cf. Bonsirnen, .....) și că de la patriarhul Abraham Dumnezeu tratează lumea cu indulgență (element inspirat din rugăciunea lui Abraham pentru oamenii din Pentapolis).
Hagada (comentariu moral iudaic al Bibliei) a îmbogățit istoria lui Abraham: născut în mediu păgân, înțelege de la sine adevărul monoteismului, drept care distruge idolii părinților săi, lucru pentru care Nimrod l-a legat și l-a aruncat într-un cuptor încins, din care – însă – patriarhul a fost eliberat în mod minunat de către Dumnezeu. În plus, Abraham – tot de unul singur – descoperă și practică toate legile, care (straniu), vor fi date lui Israel mult mai târziu; aduce la Dumnezeu primii prozeliți; este cauză de binecuvântare pentru toți cei care intră în legătură cu el (Hagada, I, 75-77; cf. și Filon din Alexandria, De migratione Abrahami și De Abrahamo, precum și Cartea Jubileelor (capp. 11-23, Apocalipsa lui Abraham (operă din sec. I e.c.) și Testamentul lui Abraham).
Abraham este modelul pietății perfecte (Hagada, II,45), pildă de iubire adevărată față de Dumnezeu (Hagada, II,46) și de credință, care este încredere absolută și confidențialitate cu Domnul; statornicie neclintită: el a crezut cuvântului lui YHWH (II,51) și a rămas fidel în Cele Zece încercări, la care a fost supusă virtutea lui (Hagada, I, 287). De tradiția iudaică este celebrată îndeosebi scena încercării supreme, intrată și în liturgia iudaică: „În al șaptele an (...) s-au auzit voci în cer asupra lui Abraham, adică voci care proclamau că el a fost fidel în tot ceea ce i s-a comunicat și că l-a iubit pe YHWH și a rămas neclintit în orice încercare. Principele Mastema s-a prezentat înaintea lui Dumnezeu zicând: „Iată că Abraham iubește pe Isac, fiul său (insinuat: mai mult decât pe tine); cheamă-l să ți-l ofere întru holocaust pe altar și vei vedea de-ți va împlini această poruncă (...)” YHWH știa că Abraham a fost credincios în toate încercările pe care i le-a trimis și, (...) patriarhul nici că a întârziat să asculte pe dată, deoarece era credincios și-l iubea pe YHWH, mai presus de orice” (Cartea Jubileelor, cap. 17, 15-18).
Acum Abraham, în viața de dincolo, îi primește pe cei răposați, iar pe fiii săi îi eliberează de Gheenă (cf. Cartea Jubileelor, I, 338-540).

#### În creștinism
Figura lui Avraam a fost de la început familiară creștinilor, evlavia lor fiind susținută din Scripturi. Chiar inițierea catehumenilor începea cu istoria patriarhilor, iar tradiția creștină a continuat-o pe cea iudaică în preamărirea virtuților și sfințeniei părintelui celor care cred.
Mai mult chiar decât model al omului credincios, adorator al unicului Dumnezeu adevărat și etalon al monoteismului (cf. Clement din Alexandria, Corpus Scriptorul Ecclesiasticorum Grecorum, Viena 1886, II; Grigore de Nyssa, Patrologia Greca, Migne, Paris 1890, XLV). Părinții Bisericii din Occident l-au prezentat pe Abraham ca model al credinciosului, conform trăsăturilor precizate de Pavel din Tars în Scrisoarea către Romani și de autorul Scrisorii către Evrei; probele sale sunt comentate de întreaga tradiție, de la Sf. Irineu din Lyon, la Clement Alexandrinul, dar mai ales la Sf. Augustin (cf. Patrologia Latină, Migne, XLI). La Părinții Bisericii din Orient primează un al treilea aspect: Abraham ca model de asceză.
Abandonarea patriei, a familiei, ascultarea necondiționată (dovedită mai ales în sacrificarea lui Isac) sunt toate trăsături văzute, nu atât ca acte de credință, cât mai ales ca virtute eroică.
Abraham este înțeleptul care ascultă de Dumnezeu în ciuda repulsiei cărnii; este modelul lui amor spiritualis, care primează asupra lui amor carnalis; viziune care de la Origen la Sfântul Bernard (cf. PL, CLXXXIII), la sf. Francisc de Sales (cf. De l’amour de Dieu, XII,8) este leit-motivul ascezei monastice. Această temă a ascezei apare în Occident cu Sfântul Ambrozie. El a consacrat două tratate lui Abraham (cf. PL, XIV, coll. 441-524): primul este o interpretare morală; celălalt este o transpunere mistică. În opera sa, Ambrozie, preamărește credința lui Abraham, dar și biruința lui asupra cărnii, asupra sentimentelor și sunt evidențiate următoarele virtuți: devoțiunea, prudența, ospitalitatea ș.a.. „Am vorbit – scrie Ambrozie – despre pietatea și credința lui Abraham, despre prudența, dreptatea, caritatea, cumpătarea lui; acum să vorbim și despre ospitalitatea lui” (col. 457). „Caută – încheie Ambroziu – nu numai ușurința de a face, dar și pe aceea de a primi (a carității). Abraham te învață amândouă aceste lucruri” (col. 458). Încercarea supremă a sacrificiului lui Isac încheie interesanta evaluare morală făcută de Ambroziu. 
Misticii din toate timpurile au văzut în Abraham modelul vieții unei credințe curate și a unei abandonări totale. Și azi Abraham este o temă de meditație. După Kirkegaard și-al său „Tratat asupra disperării”, Louis Massignon și Raïsa Maritain, Karl Barth și Susanna Dietrich, Leon Șestov și A.G. Herbert au contribuit la a face din figura lui Abraham una din temele preferate ale gândirii creștine contemporane.

#### În islam
Cea de-a treia mare tradiție religioasă monoteistă, îi conferă lui Abraham-Ibrahim un loc deosebit de important: musulmanii pun creștinismul sub numele lui ’Isā (Isus); iudaismul sub numele lui Mūsa (Moise), iar pentru ei îl rezervă pe millat Ibrahīm (patriarhul Abraham). Lui Abraham îi sunt dedicate 25 de sure (suwre) (peste 250 de versete, în care Abraham este amintit de 69 de ori). Nu este așadar dificil să se observe o adevărată exaltare a rolului profetic al patriarhului: monoteist intransigent, distrugător de idoli, peregrin spre unicul Dumnezeu și, în plus, patriarh binecuvântat de Dumnezeu, după sacrificiul lui Isac; binecuvântare pe care o transmite descendenței sale: Ismail, strămoșul arabilor. Odată cu binecuvântarea Abraham îi transmite lui Ismail și adevărata credință – Islam – și cultul anexat pentru perpetuarea credinței. În fine, este evidențiat rolul de fondator al Ka’ba și al pelerinajului sacru.
De musulmani sunt celebrate virtuțile lui Abraham, în chip deosebit ospitalitatea lui. Sunt reluate, înfrumusețate și îmbogățite tradițiile și legendele iudeo-creștine. Abraham ar fi fost primul om căruia părul i s-a albit în semn de modestie, de gravitate, de inteligență și de iubire.
În pioasa practică zilnică Abraham este asociat lui Muhammad: „O Dumnezeul nostru apleacă-te asupra lui Muhammad și alor săi așa cum te-ai aplecat asupra lui Ibrahim și alor săi; binecuvântează-l pe Muhammad și pe ai săi așa cum l-ai binecuvântat pe Ibrahim și pe ai săi” – așa se roagă musulmanii la chemarea zilnică a muezinului; în fiecare zi, de cinci ori pe zi; așa la căsătorii și la înmormântări (cf. Y Maubarac, Abraham en Islam, în revista, Chaiers Sioniens, V(1951).
Eid al-Adha sau Sărbătoarea Sacrificiului sau Marele Eid, este o sărbătoare a musulmanilor din toată lumea în timpul căreia se amintește despre disponibilitatea lui (Ibrahim) Abraham de a-și sacrifica fiul - Ismail, nu Isaac! - ca gest de obediență față de Allah.

## Semnificația teologică

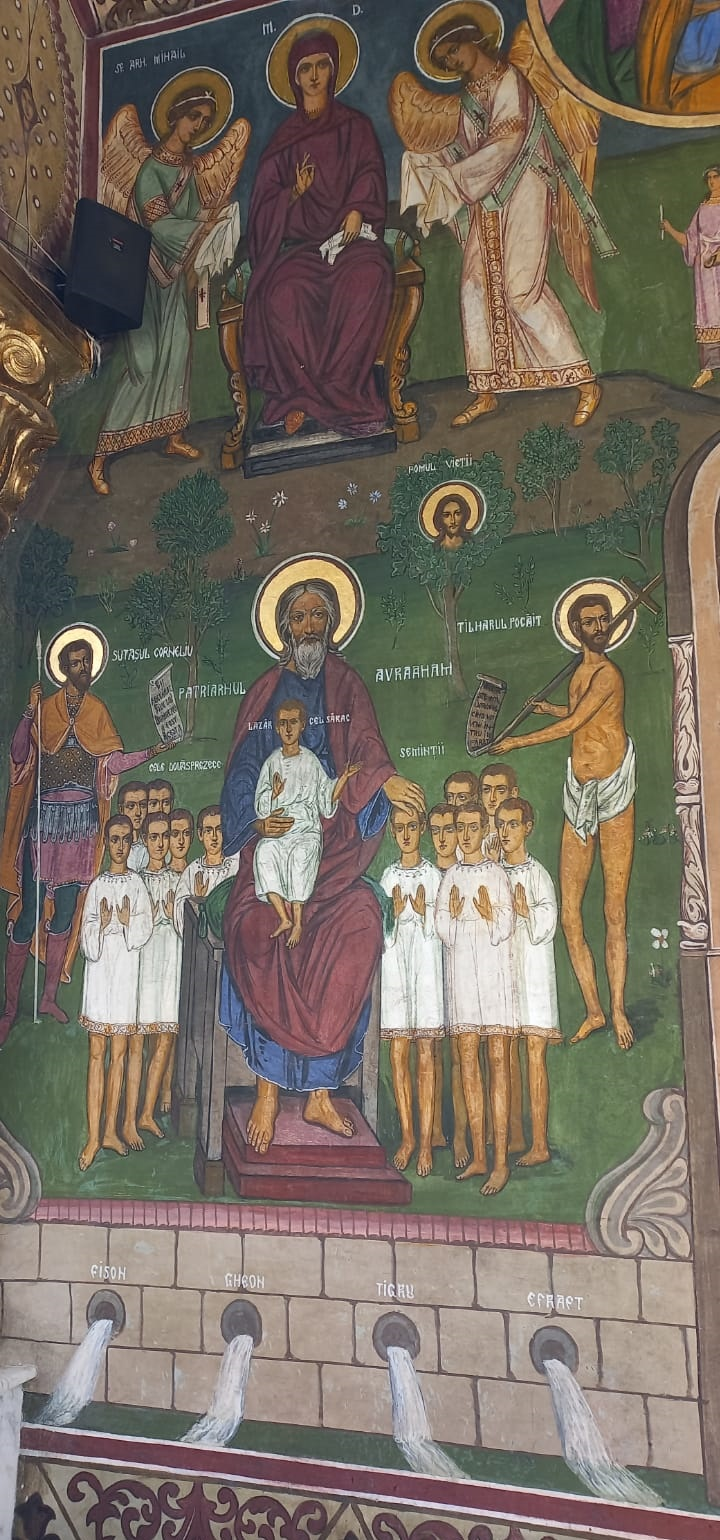
Pictură murală a Grădinii Raiului din Biserica Maica Precistă din Ploiești

Avraam a fost pentru evrei, creștini și musulmani, primul om care a optat pentru monoteism, recunoscând  unicul Dumnezeu (pentru evrei și creștini - YHWH (JHWH). Venerația față de Avraam era vie și în perioada Noului Testament, el fiind respectat ca strămoș al poporului evreu (Fapt. 13:26) și chiar a lui Mesia însuși (Mat. 1:1). Fiind tatăl lui Ismael și a lui Isaac sau Itzhak, Avraam este considerat strămoșul comun, din care descind evreii, edomiții, madianiții, amaleciții și arabii.
În toate cele trei religii monoteiste, Abraham este considerat un exemplu al ospitalității. Un alt fapt curios, întâlnit mai rar în religiile antichității, este ideea de prietenie între divinitate și om. Abraham este numit „prietenul lui Dumnezeu” (cf.  Isaia 41:8)

### Iconografie
În icoanele ortodoxe, Avraam este portretizat uneori ca fiind una dintre figurile biblice ce-i așteaptă pe creștini în Rai după Judecata de Apoi.

## In memoriam

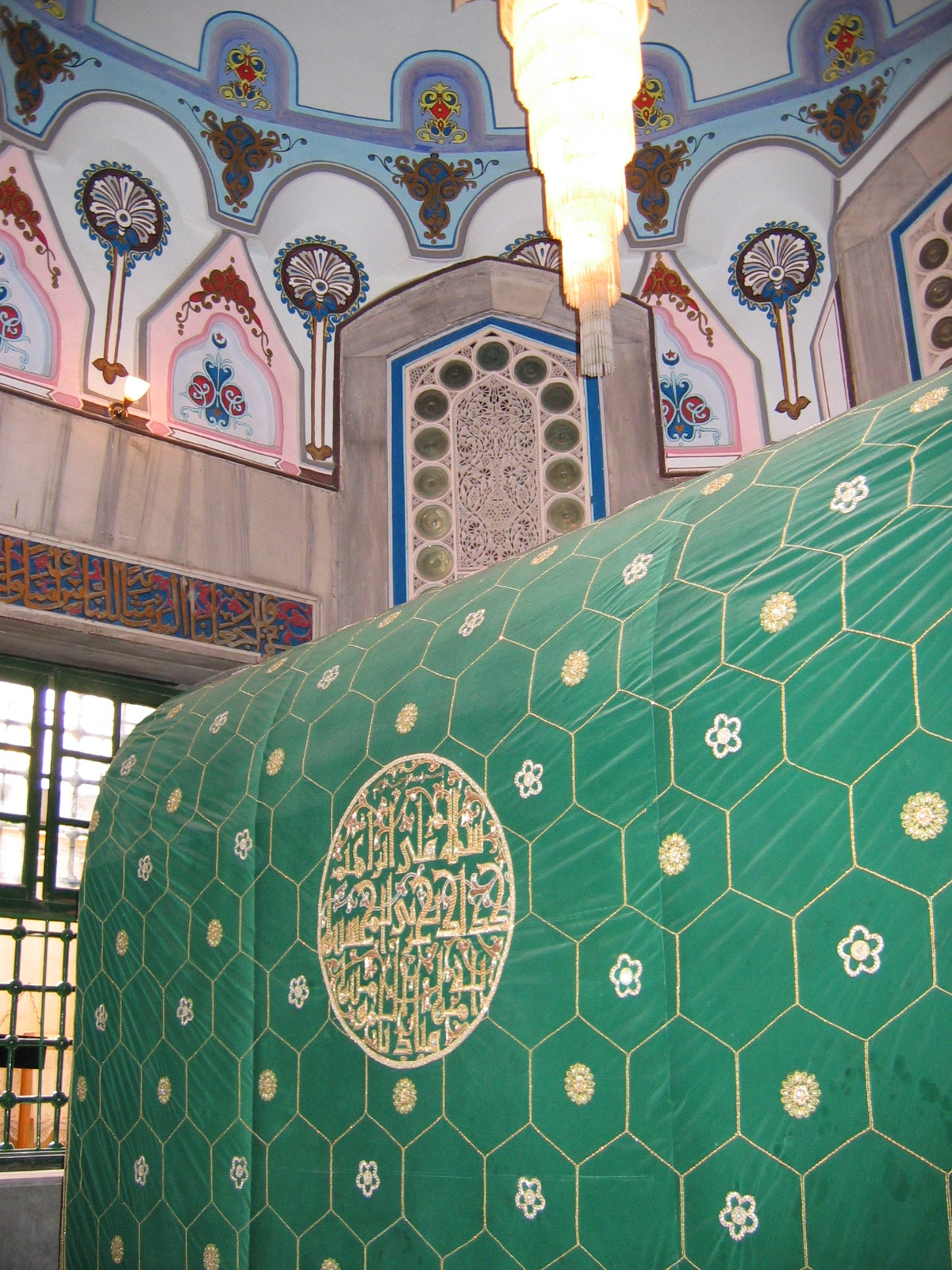
Mormântul lui Avraam în Peștera Patriarhilor din Hebron

- Mormântul presupus al lui Avraam alături de cele ale celorlalți patriarhi -în Peștera Mahpela din Hebron - este venerat în sanctuarul musulman și iudaic din acest oraș, actualmente pe teritoriul Autorității Palestinene, dar sub controlul militar al Israelului.